# Lulu rocken går
"Lulu rocken går" er en sang af den danske gruppe Shu-bi-dua og er fra deres første album, Shu-bi-dua. Melodien er taget fra Chuck Berrys hit "Johnny B. Goode", og sangen handler om en mand fra Nordsjælland eller Storkøbenhavn, der tager med sin kæreste Lulu op til Kunstmuseet Louisiana for at "…. glo på lidt kunst". Teksten refererer såvel til Jeppe Aakjærs gamle vintersang "Spurven sidder stum bag kvist" (1910) som til digtet og sangen "Mandalay", der blev sunget af sangkvartetten Four Jacks i 1961.

## Udgivelsen
"Lulu rocken går" udkom som LP-single i 1974 og havde "Midnatsluskeren" som B-side. Sangen har været spillet en del af bandet gennem årene, senest i 2010.

## Medvirkende
- Michael Bundesen: Sang
- Michael Hardinger: Guitar, kor
- Paul Meyendorff: Guitar, kor
- Jens Tage Nielsen: Klaver, el-orgel, kor
- Bosse Hall Christensen: trommer
- Niels Grønbech: Bas